# Orgasmo nero
Orgasmo nero è un film del 1980 diretto da Joe D'Amato.
Fa parte del cosiddetto "periodo esotico-erotico", attraversato da Joe D'Amato alla fine degli anni settanta con una serie di pellicole erotiche-hard, girate a Santo Domingo. Per questo motivo, per il mercato estero, furono aggiunte scene hard, com'era d'uso in quegli anni, aggiungendo sequenze di Sesso nero, girato da D'Amato nel 1979 ma uscito nei cinema nel 1980.

## Trama
Sull'isola di Santo Domingo è in corso un rito tribale. Un uomo sta per morire, dopo essere stato morso da uno squalo. Egli è il padre di Haini, una giovane ragazza del luogo. Al termine del rito i familiari dell'uomo lo uccidono e mangiano il suo cuore, per portarlo sempre con sé e dargli pace eterna.
Sull'isola è presente anche una coppia statunitense in crisi, composta da Paul, uno scrittore che studia le tradizioni del luogo, ed Helen, sessualmente insoddisfatta dal marito e impossibilitata a dargli un figlio.
Haini diviene in poco tempo amica di Helen, che però teme di rimanere troppo presa dalla bellezza del posto e vuole tornare negli Stati Uniti. Paul permette alla moglie di partire e le consiglia di portare anche Haini, che è indecisa tra partire e rimanere nella sua terra. Alla fine decide di partire con Helen e si fa ripudiare dalla madre, che la frusta davanti alla loro capanna.
Quando le due donne arrivano in città, Helen tratta Haini come una figlia, ma a poco a poco il rapporto tra le due diviene più morboso. Helen diviene gelosa e tradisce ripetutamente il marito, prima con un amico poi con un uomo dominicano conosciuto in un bar. Quando Haini si accorge del fatto, tenta di uccidere l'uomo dominicano con un machete. Helen la ferma in tempo.
Intanto Paul torna a casa e si accorge che tra Haini ed Helen è in corso una relazione. Chiede quindi alla moglie di far tornare Haini al villaggio, ma Helen rifiuta e confessa che si è innamorata di lei. Paul si ubriaca per la disperazione e si reca dall'amico che è stato a letto con Helen. Questi gli confessa il tradimento e gli comunica che Helen lo tradisce continuamente. Paul, sconvolto, picchia l'amico e torna a casa. Helen e Haini si stanno baciando. Paul violenta Haini sotto gli occhi di Helen, che partecipa anch'essa alla violenza.
Paul ed Helen scoprono che la donna può finalmente avere dei figli e si pongono il problema di Haini. Alla fine decidono di riportarla al villaggio. Haini, scoperta l'intenzione della coppia, inizia a fare dei riti vudù.
Arrivati sull'isola, Helen saluta Haini con dolcezza e la lascia nelle mani di Paul che l'accompagna fino al suo villaggio. Lì è in corso un rito vudù con uomini in maschera e balli. A Paul viene offerta una bevanda che lo stordisce. Gli indigeni lo fanno sdraiare su una sorta di altare sacrificale e Haini lo uccide con una coltellata al cuore, quindi ne mangia una parte offrendolo anche ad Helen, sopraggiunta preoccupata per il ritardo di Paul. Vedendo Paul morto sull'altare, la donna urla.

## Collegamenti ad altre pellicole
- Il film è una rivisitazione più violenta ed erotica di La ragazza dalla pelle di luna, diretto da Luigi Scattini nel 1972 e interpretato da Zeudi Araya.
- Il titolo di lavorazione di Orgasmo nero era La salamandra dalla pelle di luna, altro riferimento a La ragazza dalla pelle di luna, ma anche a Le salamandre, diretto da Alberto Cavallone nel 1969.
- La statuetta utilizzata dalla Ramirez per i suoi riti vudù è la stessa che usa George Eastman in Le notti erotiche dei morti viventi, diretto da D'Amato nel 1980.

## Titoli per l'estero
Il film uscì negli Stati Uniti come Black Orgasm e Voodoo Baby, in Spagna come Orgasmo negro, in Germania come Woodoo Baby - Insel der Leidenschaft e in Francia come Les plaisirs d'Hélène.